# Liste des membres de la Commission d'État du canton d'Appenzell Rhodes-Intérieures

Cette page présente la liste des membres de la Commission d'État du canton d'Appenzell Rhodes-Intérieures.